# Anochece en la India
Anochece en la India es una película española escrita y dirigida por Chema Rodríguez. Se trata de una coproducción internacional, producida por Producciones Sin Un Duro (España), Jaleo Films (España), Strada Film (Rumanía), Atmo independent film (Suecia), Canal Sur y Film i Väst.  
Comenzó a rodarse el 25 de junio de 2012, en Bucarest (Rumanía), para continuar hasta finales de julio en localizaciones de España (Sevilla y provincia) y Turquía. La segunda fase de rodaje tuvo lugar entre febrero y marzo de 2013, en Almería y la India, donde finalizó el 25 de marzo de 2013.
Estreno en España: 11 de abril de 2014 (distribuidora: Wanda Visión)

## Argumento
Anochece en la India narra la historia del viaje que Ricardo (Juan Diego) y Dana (Clara Voda) emprenden por tierra desde España hasta la India. Ricardo, tras una vida viajera en la que se dedicó durante años a llevar hippies a la India, cruzando Europa, Turquía, Irán y Pakistán, lleva años en silla de ruedas a causa de una enfermedad degenerativa. Cuando esta alcanza su fase final, Ricardo decide realizar, por última vez, ese viaje que tantas veces hizo, y regresar al lugar donde una vez fue feliz. En esta ocasión, lo hace acompañado por Dana, su asistenta rumana. 
Anochece en la India es una road movie que usa el viaje como excusa para contar una historia sobre el amor, el paso del tiempo y el valor del presente. Y sobre la importancia del viaje en sí, más allá del hecho de llegar a destino. 

## Reparto
- Juan Diego como Ricardo.
- Clara Voda como Dana.
- Javier Pereira como Saúl.
- Linda Molin como Karin.

## Premios
La película participó en la Sección Oficial del Festival de Cine de Málaga 2014, y fue galardonada con la Biznaga de Plata al Mejor Actor (Juan Diego) y al Mejor Montaje.